# تصفيات كأس العالم 2010 (إفريقيا)

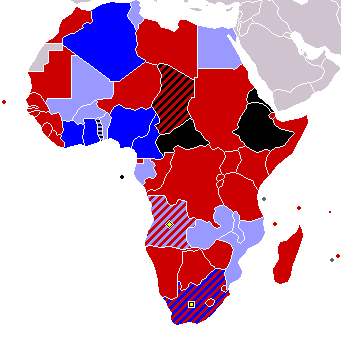
النتيجة:
منتخبات تأهلت إلى بطولة كأس العالم وبطولة كأس الأمم الأفريقية
منتخبات تأهلت إلى بطولة كأس الأمم الأفريقية
منتخبات لم تتأهل إلى بطولة كأس الأمم الأفريقية
بلدان انسحبت أو استبعدت

تصفيات أفريقيا تتنافس فيه منتخبات قارة أفريقيا على 5 بطاقات مؤهلة إلى بطولة كأس العالم لكرة القدم 2010 التي ستقام في جنوب أفريقيا . تعتبر هذه أيضا تصفيات كأس الأمم الأفريقية لكرة القدم 2010 التي ستقام في أنغولا.
اشترك 53 منتخب في التصفيات المشتركة ولكن كان يتم حساب 52 منتخب فقط على أساس أن منتخب جنوب أفريقيا هو مستضيف بطولة كأس العالم ومتأهل إليها تلقائيا ومنتخب أنغولا مستضيف كأس الأمم الأفريقية ومتأهل تلقائيا إليها ولكنهما شاركا في التصفيات من أجل التنافس في البطولة التي لا يستضيفانها .
تعتبر المرة الأولى منذ عام 1934 التي يشارك فيها مستضيف كأس العالم في التصفيات، وضع أنغولا يشبه وضع مصر في تصفيات كأس العالم السابقة عندما استضافت كأس الأمم الأفريقية لكرة القدم 2006.

## الدور الأول
سيشارك في هذا الدور أسوأ 10 منتخبات أفريقية في التصنيف الشهري الصادر عن الاتحاد الدولي لكرة القدم في يوليو 2007 حسب الجدول التالي :
- مدغشقر * جزر القمر
- الصومال * سوازيلاند
- ساو توميه وبرينسيب * جمهورية أفريقيا الوسطى
- سيراليون * غينيا بيساو
- سيشل * جيبوتي

قرر ساو توميه وبرينسيب وجمهورية أفريقيا الوسطى الانسحاب في سبتمبر وبالتالي تم تأهيل أفضل المنتخبات العشر وهما سيشيل وسوازيلاند إلى الدور الثاني وفي المقابل تم اتخاذ قرار بأن يلعب الصومال وجيبوتي في مواجهة بعضهما بدلا من المتأهلان . المباراة لعبت من جولة واحدة في جيبوتي حيث أن الاتحاد الدولي لكرة القدم منع إقامة أي مباريات دولية في الصومال بسبب عدم استتاب الأمن بينما لعبت المواجهتين من مباراتي الذهاب والإياب .
| الفريق الأول | إجم. | الفريق الثاني | مباراة الذهاب | مباراة الإياب |
| ------------ | ---- | ------------- | ------------- | ------------- |
| مدغشقر       | 10–2 | جزر القمر     | 6–2           | 4–0           |
| جيبوتي       | 1–0  | الصومال       | 1–0           | لا يوجد       |
| سيراليون     | 1–0  | غينيا بيساو   | 1–0           | 0–0           |

## الدور الثاني
شارك في هذا الدور 48 منتخب (45 منتخب بطريقة مباشرة و3 منتخبات من الدور الأول) حيث تم توزيعهم على 12 مجموعة وأجريت القرعة في ديربان ، جنوب أفريقيا في 25 نوفمبر 2007 . لعبت جميع المجموعات بطريقة الدوري الكامل في 2008 حيث تأهل أوائل المجموعات بالإضافة إلى أحسن 8 منتخبات احتلت المركز الثاني إلى الدور الثالث . بسبب استبعاد إثيوبيا وانسحاب إرتيريا فقد تم استبعاد نتائج المنتخبات التي احتلت المركز الثاني مع المنتخب الذي حل في المركز الأخير من أجل التساوي في تحديد المتأهل .

### التوزيع
كل منتخب من كل وعاء يتم وضعه في مجموعة .
| الفئة 1                                                                                                | الفئة 2 | الفئة 3 | الفئة 4 |
| --- | --- | --- | --- |
| الكاميرون · نيجيريا · ساحل العاج · المغرب · غانا · تونس · مصر · غينيا · السنغال · مالي · أنغولا · توغو | زامبيا · جنوب إفريقيا · الرأس الأخضر · جمهورية الكونغو الديمقراطية · الجزائر · بوركينا فاسو · بنين · موزمبيق · ليبيا · إثيوبيا · الكونغو · زيمبابوي | أوغندا · بوتسوانا · غينيا الاستوائية · تنزانيا · الغابون · مالاوي · السودان · بوروندي · ليبيريا · رواندا · إرتريا · ناميبيا | غامبيا · موريتانيا · كينيا · تشاد · ليسوتو · موريشيوس · النيجر · إسواتيني · سيشل · سيراليون · مدغشقر · جيبوتي |

### المجموعة الأولى
| المنتخب      | النقاط | المباريات | الفوز | التعادل | الخسارة | له | عليه | الفارق |
| ------------ | ------ | --------- | ----- | ------- | ------- | -- | ---- | ------ |
| الكاميرون    | 16     | 6         | 5     | 1       | 0       | 14 | 2    | +12    |
| الرأس الأخضر | 9      | 6         | 3     | 0       | 3       | 7  | 8    | -1     |
| تنزانيا      | 8      | 6         | 2     | 2       | 2       | 9  | 6    | +3     |
| موريشيوس     | 1      | 6         | 0     | 1       | 5       | 3  | 17   | -14    |

### المجموعة الثانية
| المنتخب  | النقاط | المباريات | الفوز | التعادل | الخسارة | له | عليه | الفارق |
| -------- | ------ | --------- | ----- | ------- | ------- | -- | ---- | ------ |
| غينيا    | 11     | 6         | 3     | 2       | 1       | 9  | 5    | +4     |
| كينيا    | 10     | 6         | 3     | 1       | 2       | 8  | 5    | +3     |
| زيمبابوي | 6      | 6         | 1     | 3       | 2       | 4  | 6    | -2     |
| ناميبيا  | 6      | 6         | 2     | 0       | 4       | 7  | 12   | -5     |

### المجموعة الثالثة
| المنتخب | النقاط | المباريات | الفوز | التعادل | الخسارة | له | عليه | الفارق |
| ------- | ------ | --------- | ----- | ------- | ------- | -- | ---- | ------ |
| بنين    | 12     | 6         | 4     | 0       | 2       | 12 | 8    | +4     |
| أنغولا  | 10     | 6         | 3     | 1       | 2       | 11 | 8    | +3     |
| أوغندا  | 10     | 6         | 3     | 1       | 2       | 8  | 9    | -1     |
| النيجر  | 3      | 6         | 1     | 0       | 5       | 5  | 11   | -6     |

ملاحظة: منتخب أنغولا تأهل تلقائيا إلى بطولة كأس الأمم الأفريقية لكرة القدم 2010 بوصفه المستضيف ولكنه خرج من منافسات تصفيات كأس العالم لكرة القدم 2010 .

### المجموعة الرابعة
| المنتخب          | النقاط | المباريات | الفوز | التعادل | الخسارة | له | عليه | الفارق |
| ---------------- | ------ | --------- | ----- | ------- | ------- | -- | ---- | ------ |
| نيجيريا          | 18     | 6         | 6     | 0       | 0       | 11 | 1    | +10    |
| جنوب أفريقيا     | 7      | 6         | 2     | 1       | 3       | 5  | 5    | 0      |
| سيراليون         | 7      | 6         | 2     | 1       | 3       | 4  | 8    | -4     |
| غينيا الاستوائية | 3      | 6         | 1     | 0       | 5       | 4  | 10   | -6     |

ملاحظة: منتخب جنوب إفريقيا تأهل تلقائيا إلى بطولة كأس العالم لكرة القدم 2010 بوصفه المستضيف ولكنه خرج من منافسات تصفيات كأس الأمم الأفريقية لكرة القدم 2010 .

### المجموعة الخامسة
| المنتخب | النقاط | المباريات | الفوز | التعادل | الخسارة | له | عليه | الفارق |
| ------- | ------ | --------- | ----- | ------- | ------- | -- | ---- | ------ |
| غانا    | 12     | 6         | 4     | 0       | 2       | 11 | 5    | +6     |
| الغابون | 12     | 6         | 4     | 0       | 2       | 8  | 3    | +5     |
| ليبيا   | 12     | 6         | 4     | 0       | 2       | 7  | 4    | +3     |
| ليسوتو  | 0      | 6         | 0     | 0       | 6       | 2  | 16   | -14    |

### المجموعة السادسة
| المنتخب | النقاط | المباريات | الفوز | التعادل | الخسارة | له | عليه | الفارق |
| ------- | ------ | --------- | ----- | ------- | ------- | -- | ---- | ------ |
| الجزائر | 10     | 6         | 3     | 1       | 2       | 7  | 4    | +3     |
| غامبيا  | 9      | 6         | 2     | 3       | 1       | 6  | 3    | +3     |
| السنغال | 9      | 6         | 2     | 3       | 1       | 9  | 7    | +2     |
| ليبيريا | 3      | 6         | 0     | 3       | 3       | 4  | 12   | -8     |

### المجموعة السابعة
| المنتخب    | النقاط | المباريات | الفوز | التعادل | الخسارة | له | عليه | الفارق |
| ---------- | ------ | --------- | ----- | ------- | ------- | -- | ---- | ------ |
| ساحل العاج | 12     | 6         | 3     | 3       | 0       | 10 | 2    | +8     |
| موزمبيق    | 8      | 6         | 2     | 2       | 2       | 7  | 5    | +2     |
| مدغشقر     | 6      | 6         | 1     | 3       | 2       | 2  | 7    | -5     |
| بوتسوانا   | 5      | 6         | 1     | 2       | 3       | 3  | 8    | -5     |

في 19 مارس 2008 قرر الاتحاد الدولي لكرة القدم إيقاف مشاركة اتحاد مدغشقر لكرة القدم وبعدها أزال الإيقاف في 19 مايو 2008 .

### المجموعة الثامنة
| المنتخب   | النقاط | المباريات | الفوز | التعادل | الخسارة | له | عليه | الفارق |
| --------- | ------ | --------- | ----- | ------- | ------- | -- | ---- | ------ |
| المغرب    | 9      | 4         | 3     | 0       | 1       | 11 | 5    | +6     |
| رواندا    | 9      | 4         | 3     | 0       | 1       | 7  | 3    | +4     |
| موريتانيا | 0      | 4         | 0     | 0       | 4       | 2  | 12   | -10    |

لعب منتخب إثيوبيا 4 مباريات في المجموعة ثم قرر الاتحاد الدولي لكرة القدم إيقاف أنشطة اتحاد إثيوبيا لكرة القدم الدولية في 29 يوليو 2008 . في 12 سبتمبر 2008 قرر الاتحاد الدولي استبعاد منتخب إثيوبيا من التصفيات وإلغاء جميع نتائجه . وبسبب عدم استكماله لباقي المباريات فقد تم اعتباره منسحبا من تصفيات كأس الأمم الأفريقية أيضا .

### المجموعة التاسعة
| المنتخب      | النقاط | المباريات | الفوز | التعادل | الخسارة | له | عليه | الفارق |
| ------------ | ------ | --------- | ----- | ------- | ------- | -- | ---- | ------ |
| بوركينا فاسو | 16     | 6         | 5     | 1       | 0       | 14 | 5    | +9     |
| تونس         | 13     | 6         | 4     | 1       | 1       | 11 | 3    | +8     |
| بوروندي      | 6      | 6         | 2     | 0       | 4       | 5  | 9    | -4     |
| سيشل         | 0      | 6         | 0     | 0       | 6       | 4  | 17   | -13    |

### المجموعة العاشرة
| المنتخب | النقاط | المباريات | الفوز | التعادل | الخسارة | له | عليه | الفارق |
| ------- | ------ | --------- | ----- | ------- | ------- | -- | ---- | ------ |
| مالي    | 12     | 6         | 4     | 0       | 2       | 13 | 8    | +5     |
| السودان | 9      | 6         | 3     | 0       | 3       | 9  | 9    | 0      |
| الكونغو | 9      | 6         | 3     | 0       | 3       | 7  | 8    | -1     |
| تشاد    | 6      | 6         | 2     | 0       | 4       | 7  | 11   | -4     |

في 28 مارس 2008 قرر الاتحاد الدولي لكرة القدم إيقاف اتحاد تشاد لكرة القدم ثم رفع عنه الإيقاف في 7 مايو 2008 .

### المجموعة الحادية عشر
| المنتخب  | النقاط | المباريات | الفوز | التعادل | الخسارة | له | عليه | الفارق |
| -------- | ------ | --------- | ----- | ------- | ------- | -- | ---- | ------ |
| زامبيا   | 7      | 4         | 2     | 1       | 1       | 2  | 1    | +1     |
| توغو     | 6      | 4         | 2     | 0       | 2       | 8  | 3    | +5     |
| إسواتيني | 4      | 4         | 1     | 1       | 2       | 2  | 8    | -6     |

انسحب منتخب إرتيريا من التصفيات في 25 مارس 2008 ولم يدعوا منتخب مكانه .

### المجموعة الثانية عشر
| المنتخب                     | النقاط | المباريات | الفوز | التعادل | الخسارة | له | عليه | الفارق |
| --------------------------- | ------ | --------- | ----- | ------- | ------- | -- | ---- | ------ |
| مصر                         | 15     | 6         | 5     | 0       | 1       | 13 | 2    | +11    |
| مالاوي                      | 12     | 6         | 4     | 0       | 2       | 14 | 5    | +9     |
| جمهورية الكونغو الديمقراطية | 9      | 6         | 3     | 0       | 3       | 14 | 6    | +9     |
| جيبوتي                      | 0      | 6         | 0     | 0       | 6       | 2  | 30   | -28    |

### ترتيب أصحاب المركز الثاني
بالإضافة إلى أصحاب المركز الأول في المجموعات الإثني عشر سينضم لهم أفضل 8 منتخبات احتلت المركز الثاني . من أجل تحديد تصنيف صحيح فقد تم حذف صاحب المركز الرابع من أجل حساب جديد للنقاط .
| المنتخب      | النقاط | المباريات | الفوز | التعادل | الخسارة | له | عليه | الفارق | المجموعة |
| ------------ | ------ | --------- | ----- | ------- | ------- | -- | ---- | ------ | -------- |
| رواندا       | 9      | 4         | 3     | 0       | 1       | 7  | 3    | +4     | 8        |
| كينيا        | 7      | 4         | 2     | 1       | 1       | 6  | 3    | +3     | 2        |
| تونس         | 7      | 4         | 2     | 1       | 1       | 4  | 3    | +1     | 9        |
| توغو         | 6      | 4         | 2     | 0       | 2       | 8  | 3    | +5     | 11       |
| الغابون      | 6      | 4         | 2     | 0       | 2       | 3  | 3    | 0      | 5        |
| السودان      | 6      | 4         | 2     | 0       | 2       | 5  | 6    | −1     | 10       |
| مالاوي       | 6      | 4         | 2     | 0       | 2       | 3  | 4    | −1     | 12       |
| موزمبيق      | 5      | 4         | 1     | 2       | 1       | 5  | 3    | +2     | 7        |
| غامبيا       | 5      | 4         | 1     | 2       | 1       | 2  | 2    | 0      | 6        |
| أنغولا       | 4      | 4         | 1     | 1       | 2       | 6  | 6    | 0      | 3        |
| الرأس الأخضر | 3      | 4         | 1     | 0       | 3       | 3  | 7    | −4     | 1        |
| جنوب إفريقيا | 1      | 4         | 0     | 1       | 3       | 0  | 4    | −4     | 4        |

قواعد الترتيب :
1. مجموع النقاط
2. فارق الأهداف
3. له
4. عليه
5. مباراة فاصلة

## الدور الثالث
تأهل إلى هذا الدور 20 منتخب (12 منتخب احتلوا المركز الأول في مجموعات الدور الثاني وأفضل 8 منتخبات احتلت المركز الثاني) وتم توزيعهم على 5 مجموعات حسب القرعة التي أجريت في 22 أكتوبر 2008 زيورخ ، سويسرا . جميع المجموعات ستلعب بطريقة الدوري الكامل في سنة 2009 حيث سيتأهل أبطال المجموعات الخمسة إلى بطولة كأس العالم بينما سيتأهل أصحاب المراكز الأولى إلى كأس الأمم الأفريقية التي تستضيفها أنغولا .

### التوزيع
تم توزيع المنتخبات حسب تصنيفها الشهري في أكتوبر 2008 الصادر عن الاتحاد الدولي لكرة القدم والموضح عبر الرقم بين القوسين . تم اختيار منتخب من كل فئة ووضعه في مجموعة محددة .
| الفئة 1                                                                | الفئة 2                                                         | الفئة 3                                                                   | الفئة 4                                                                  |
| ---------------------------------------------------------------------- | --------------------------------------------------------------- | ------------------------------------------------------------------------- | ------------------------------------------------------------------------ |
| الكاميرون (12) · مصر (22) · غانا (25) · نيجيريا (27) · ساحل العاج (29) | غينيا (41) · المغرب (43) · تونس (47) · مالي (53) · الجزائر (56) | بوركينا فاسو (63) · الغابون (67) · زامبيا (70) · كينيا (79) · بنين (81) · | رواندا (87) · توغو (91) · موزمبيق (100) · السودان (106) · مالاوي (109) · |

### المجموعة الأولى
| الفريق    | لعب | فاز | تعادل | خسر | له | عليه | +\- | النقاط |
| --------- | --- | --- | ----- | --- | -- | ---- | --- | ------ |
| الكاميرون | 6   | 4   | 1     | 1   | 9  | 2    | 7+  | 13     |
| الغابون   | 6   | 3   | 0     | 3   | 9  | 7    | 2+  | 9      |
| توغو      | 6   | 2   | 2     | 2   | 3  | 7    | 4–  | 8      |
| المغرب    | 6   | 0   | 3     | 3   | 3  | 8    | 5–  | 3      |

|           | الكاميرون | المغرب | الغابون | توغو |
| --------- | --------- | ------ | ------- | ---- |
| الكاميرون |           | 0-0    | 1-2     | 0-3  |
| المغرب    | 2-0       |        | 2-1     | 0-0  |
| الغابون   | 2-0       | 1-3    |         | 0-3  |
| توغو      | 0-1       | 1-1    | 0-1     |      |

### المجموعة الثانية
| الفريق  | لعب | فاز | تعادل | خسر | له | عليه | +\- | النقاط |
| ------- | --- | --- | ----- | --- | -- | ---- | --- | ------ |
| نيجيريا | 6   | 3   | 3     | 0   | 9  | 4    | 5+  | 12     |
| تونس    | 6   | 3   | 2     | 1   | 7  | 4    | 3+  | 11     |
| موزمبيق | 5   | 2   | 1     | 3   | 3  | 5    | 2–  | 7      |
| كينيا   | 6   | 1   | 0     | 5   | 5  | 11   | 6–  | 3      |

### المجموعة الثالثة
| الفريق  | لعب | فاز | تعادل | خسر | له | عليه | +\- | النقاط |
| ------- | --- | --- | ----- | --- | -- | ---- | --- | ------ |
| الجزائر | 6   | 4   | 1     | 1   | 9  | 4    | 5+  | 13     |
| مصر     | 6   | 4   | 1     | 1   | 9  | 4    | 5+  | 13     |
| زامبيا  | 6   | 1   | 2     | 3   | 2  | 5    | 3–  | 5      |
| رواندا  | 6   | 0   | 2     | 4   | 1  | 8    | 7-  | 2      |

- أنهى منتخبا الجزائر ومصر المجموعة بنفس رصيد النقاط والأهداف والمواجهات المباشرة مما أدى إلى الاحتكام إلى مباراة فاصلة أسفرت عن فوز منتخب الجزائر 1-0 والتأهل إلى كأس العالم.

### المجموعة الرابعة
| الفريق  | لعب | فاز | تعادل | خسر | له | عليه | +\- | النقاط |
| ------- | --- | --- | ----- | --- | -- | ---- | --- | ------ |
| غانا    | 6   | 4   | 1     | 1   | 9  | 3    | 6+  | 13     |
| بنين    | 6   | 3   | 1     | 2   | 5  | 5    | 0   | 10     |
| مالي    | 6   | 2   | 3     | 1   | 8  | 7    | 1+  | 9      |
| السودان | 6   | 0   | 1     | 5   | 2  | 9    | 7-  | 1      |

### المجموعة الخامسة
| الفريق       | لعب | فاز | تعادل | خسر | له | عليه | +\- | النقاط |
| ------------ | --- | --- | ----- | --- | -- | ---- | --- | ------ |
| ساحل العاج   | 6   | 5   | 1     | 0   | 19 | 4    | 15+ | 16     |
| بوركينا فاسو | 6   | 4   | 0     | 2   | 10 | 11   | 1–  | 12     |
| ملاوي        | 6   | 1   | 1     | 4   | 4  | 11   | 7–  | 4      |
| غينيا        | 6   | 1   | 0     | 5   | 7  | 14   | 7–  | 3      |

## الهدافون
تم تسجيل 506 هدف في 199 مباراة بمعدل 2.54 هدف لكل مباراة .
| اللاعب                  | المنتخب                     | مجموع الأهداف | الدور | الدور  | الدور  |
| اللاعب                  | المنتخب                     | مجموع الأهداف | الأول | الثاني | الثالث |
| ----------------------- | --------------------------- | ------------- | ----- | ------ | ------ |
| موموني داغانو           | بوركينا فاسو                | 12            | —     | 7      | 5      |
| صامويل إيتو             | الكاميرون                   | 9             | —     | 6      | 3      |
| رزاق أوموتويوسي         | بنين                        | 8             | —     | 6      | 2      |
| فريديريك كانوتي         | مالي                        | 8             | —     | 5      | 3      |
| ديديه دروغبا            | ساحل العاج                  | 6             | —     | 0      | 6      |
| دينيس أوليتش            | كينيا                       | 6             | —     | 4      | 2      |
| تشيوكيبو مسووويا        | مالاوي                      | 6             | —     | 3      | 3      |
| محمد أبو تريكة          | مصر                         | 5             | —     | 2      | 3      |
| ماثيو أمواه             | غانا                        | 5             | —     | 1      | 4      |
| إسماعيل بانغورا         | غينيا                       | 5             | —     | 5      |        |
| باسكال فيندونو          | غينيا                       | 5             | —     | 2      | 3      |
| إيمانويل أديبايور       | توغو                        | 5             | —     | 4      | 1      |
| شعباني نوندا            | جمهورية الكونغو الديمقراطية | 4             | —     | 4      | X      |
| عماد متعب               | مصر                         | 4             | —     | 3      | 1      |
| عمرو زكي                | مصر                         | 4             | —     | 2      | 2      |
| روغوي مييي              | الغابون                     | 4             | —     | 2      | 2      |
| جونيور أغوغو            | غانا                        | 4             | —     | 4      |        |
| فانيفا إما أندريانتسيما | مدغشقر                      | 4             | 4     | 0      | X      |
| سيدو كيتا               | مالي                        | 4             | —     | 4      |        |
| يوسف سفري               | المغرب                      | 4             | —     | 4      |        |
| فيكتور نسوفور أوبينا    | نيجيريا                     | 4             | —     | 1      | 3      |
| إيكيتشوكوو أوتشي        | نيجيريا                     | 4             | —     | 3      | 1      |
| عصام جمعة               | تونس                        | 4             | —     | 2      | 2      |
| رفيق صايفي              | الجزائر                     | 3             | —     | 1      | 2      |
| عنتر يحيى               | الجزائر                     | 3             | —     | 2      | 1      |
| كريم زياني              | الجزائر                     | 3             | —     | 2      | 1      |
| فلافيو                  | أنغولا                      | 3             | —     | 3      | X      |
| يوسف كوني               | بوركينا فاسو                | 3             | —     | 3      |        |
| أكيلي إيمانا            | الكاميرون                   | 3             | —     | 1      | 2      |
| جان ماكون               | الكاميرون                   | 3             | —     | 1      | 2      |
| دادي                    | الرأس الأخضر                | 3             | —     | 3      | X      |
| ليس مويثيس              | الكونغو                     | 3             | —     | 3      | X      |
| زولا ماتومونا           | جمهورية الكونغو الديمقراطية | 3             | —     | 3      | X      |
| ديوميرسي مبوكاني        | جمهورية الكونغو الديمقراطية | 3             | —     | 3      | X      |
| سيكو سيسي               | ساحل العاج                  | 3             | —     | 3      |        |
| باكاري كوني             | ساحل العاج                  | 3             | —     | 1      | 2      |
| أبوبكر سانوغو           | ساحل العاج                  | 3             | —     | 3      |        |
| أحمد حسن                | مصر                         | 3             | —     | 2      | 1      |
| حسني عبد ربه            | مصر                         | 3             | —     | 1      | 2      |
| البرنس تاغو             | غانا                        | 3             | —     | 2      | 1      |
| إساو كانييندا           | مالاوي                      | 3             | —     | 3      |        |
| فيلكو ريسر              | ناميبيا                     | 3             | —     | 3      | X      |
| جيرسون تيغيت            | تنزانيا                     | 3             | —     | 3      | X      |
| أديكامني أولوفادي       | توغو                        | 3             | —     | 3      |        |

المفاتيح:

— – تجاوز الدور

X – خرج
هدفين
| - رفيق جبور - عبد القادر غزال - محمد أودو - سيداث تشوموغو - ديبسي سيلولواني - أريستيد بانسي - محمدو كيري - هينري مبازوموتيما - كلود ناهيمانا - ألبيرت ميونغ - سيرياكاتا حسن - هيلاير كيديغوي - ويلفريد أورباين إيلفيس إندزانغا - غيرفينهو - سولومون كالو - روماريك - يايا توريه | - أحمد عيد عبد الملك - دانييل كوزين - برونو إكويل مانغا - فابريس دو ماركولينو - برونو مبانانغويي زيتا - نجوغو ديمبا نيرين - مصطفى جارجو - لاريا كينغستون - سولي علي مونتاري - محمدو باه - كامل زاياتي - مكدونالد ماريغا - أوليفر ماكور - ديوه ويليامز - أحمد سعد عثمان - لالاينا نومينياناهاري - ريجا راكوتومانديمبي | - موسيس تشافولا - روبيرت نغامبي - سيدي يايا كيتا - ويسلي ماركويتي - يوسف حاجي - عادل تاعرابت - دومينغيز - ميرو - داريو مونتيرو - تيكو تيكو - رودولف بيستر - الحسن إسوفو - أوبافيمي مارتينز - أوسازي أوديموينغي - ياكوبو إيغبيني - جوزيف يوبو - لاباما بوكوتا - أوليفر كاريكيزي | - عبدي سعيد - الحجي ضيوف - فيليب زيالور - كولاي كونت - كاغيسو ديكغاكوا - فيصل العجب - محمد عثمان طاهر - هيثم طمبل - داني مرواندا - مصطفى ساليفو - أسامة الدراجي - هشام الصيفي - شوقي بن سعادة - غيوفري ماسا - إيوجين سيبويا - غيلبيرت ماشانغازهيكي |

هدف
| - نذير بلحاج - مجيد بوقرة - كريم مطمور - جيلبرتو - لوكو - مانتوراس - مندونكا - ريكاردو - يامبا أشا - زي كالانغا - خالد أدينون - جوكلين أهوويا - رومالد بوكو - ستيفان سيسينيون - عمر تشوموغو - بويتوميلو مافوكو - حبيب باموغو - تشارلز كابوري - إيسوف واتارا - جوناثان بيترويبا - ألان تراوري - سليمان نديكومانا - أندريه بيكي - غوستاف بيب - جيريمي نجيتاب - ريغوبرت سونغ - سومين تشويي - بيير ويبو - بابانكو - ليتو - جوزيه سيميدو - ماركو سواريس - ليغر دجيم - ماريوس مبايام - ميسدونغارد بيتوليغار - إبور بكر - داود ميدتادي - غيرفيه باتوتا - فرانتشيل إبارا - هيريتا إيلونغا | - لومانا لوا لوا - مابي مبوتو - تشولولا تشينياما - كانغا أكالي' - عبد القادر كيتا - سياكا تييني - ديديه زوكورا - أحمد ظاهر - ياسين حسين - موسى هيرير - رودولفو بوديبو - خوان إبيتيي ديووي - خوفينال - رونان - بيير أوباميانج - مويسي برو أبانغا - إريك مولونغي - ستيفان نغويما - عثمان جالو - عزيز كور نيانغ - أنتوني أنان - ستيفن أبياه - كوادوو أسامواه - مايكل إيسيان - سامبيغو بانغورا - عمر كالابان - جمال محمد - أوستين ماكاتشا - مكدونالد ماريغا - فرانسيس أوما - جوليوس أووينو - ألان وانغا - سيلو موسو - ليهلوهونولو سيما - عمر داوود - يونس شيباني - هشام شعبان - أسامة محمد الفزاني - غاي هوبيرت - براكسيس رابيمانانجارا | - هوبيرت روبسون - جان تسارالازا - إلفيس كافوتيكا - جوزيف كامويندو - جاكوب نغويرا - أتوسايي نيوندو - نويل مكانداويري - أداما كوليبالي - سومايلا كوليبالي - مامادو ديالو - لاسان فاني - موديبو مايغا - تينيما نديي - مامادو ساماسا - أندي سوفي - دومينيك دا سيلفا - دحمد تيغويدي - عبد السلام بن جلون - منير الحمداوي - حسين خرجة - طارق السكتيوي - نبيل الزهر - مروان زمامة - كارليتوس - جينيتو - كوستا خايسيب - باولوس شيبانغا - إسماعيل ألاساني - داودا كاميلو - مالام موسى - مايكل إنرامو - أوبينا نوانيري - كريستيان أوبودو - تشيدي أودياه - بوبو بولا - باتريك موتيسا مافيسانغو - هنري كامارا - إشيار ديا - إبراهيم فاييه - شيخ غوي | - عبد القادر مانغان - إبراهيما سونكو - مودو سوغو - دون أناكورا - بيرنارد سانت أني - محمد كالون - شريف سوما - ثيمبنكوسي فانتيني - سيربرايس موريري - سيفيوي تشابالالا - أحمد عادل عبد المنعم - سيف الدين علي - حسن عشق - مدثر الطاهر - علاء الدين يوسف - سيزا دلاميني - كولين ساليلواكو - عثمان إيد - نزار خلفان - خلفان نغاسا - كيغي ماكاسي - فلويد أييتي - تيجاني بلعيد - صابر بن فرج - راضي الجعايدي - عمار الجمل - فهيد بن خلف الله - ياسين الميكاري - نبيل تايدر - وسيم بن يحيى - أندرو مويسيغوا - ديفيد أوبوا - إبراهيم سيكاغيا - دان واغالوكا - رينفورد كالابا - فرانسيس كاسوندي - كريس كاتونغو - فيلكس كاتونغو - كوثبيرت مالاجيلا - إسروم نياندورو |

هدف عكسي
| - سايدو بانانديتيغويري (لصالح ساحل العاج) - مامادو تول (لصالح ساحل العاج) - سعيد رياض (لصالح مصر) | - برونو إكويل مانغا (لصالح ليبيا) - أمين الرباطي (لصالح الغابون) - باسكال أنيسيه (لصالح بنين) | - كاسالي داودا (لصالح أنغولا) - جوزيف يوبو (لصالح سيراليون) - شيخ غوي (لصالح الجزائر) |